# Dylan Batubinsika
Buduka Dylan Batubinsika (sinh ngày 15 tháng 2 năm 1996) là một cầu thủ bóng đá chuyên nghiệp hiện đang thi đấu ở vị trí trung vệ cho câu lạc bộ Saint-Étienne tại Ligue 1. Sinh ra tại Pháp, anh thi đấu cho đội tuyển bóng đá quốc gia CHDC Congo ở cấp độ quốc tế.
Batubinska thi đấu với tư cách cầu thủ trẻ cho Học viện Paris Saint-Germain trước khi chuyển đến Antwerp năm 2017.